# 隧蜂科
隧蜂科（學名：Halictidae）又稱集蜂科，是膜翅目下的一科，在全球均有分布，身长4–8毫米。由於常常被汗吸引，牠們也被称为“汗蜜蜂”（特别是较小的物种）。雌蜂在被捉住时会蛰人。

## 生活習性
大多数隧蜂科物种在地面筑巢，少数在木头上筑巢。所有物种都以花粉为食，可能是重要的授粉者。有些種類的隧蜂授粉方式為震動授粉 (buzz pollination)，可以幫助花藥為孔裂的植物授粉。

## 外部連結
- 维基共享资源上的相關多媒體資源：隧蜂科
- 維基物種上的相關：隧蜂科
- Family Halictidae （页面存档备份，存于） Large format diagnostic photos, information.
- Everything About the Sweat Bee （页面存档备份，存于） - Description and photo of the sweat bee.
- Image Gallery from Gembloux （页面存档备份，存于）
- BugGuide – Search: Halictidae （页面存档备份，存于） (North American species only).
- Online identification guides for eastern North American Halictidae （页面存档备份，存于）
- Halictidae  （页面存档备份，存于） on the UF / IFAS（英语：Institute of Food and Agricultural Sciences） Featured Creatures Web site